# 関税庁
関税庁（かんぜいちょう、Korea Customs Service）は、大韓民国における企画財政部傘下の国家行政機関。貿易物品の管理、密輸の取り締まり及び関税の賦課・減免・取り立てに関する業務を担当する。

## 沿革
- 1948年11月4日 - 財務部に税関局が設置される。
- 1970年8月27日 - 関税庁に昇格。

## 関税庁のミッション
- 丈夫な経済、安全な社会の為の関税国境管理。
- 関税庁は大韓民国の顔であり、関税国境の守護者である。
- 関税庁は我が国に出入りする全ての物品を速かに通関する。
- 関連法規を厳正に執行する事で、
  - 国家財政と国民経済を保護する。
  - 社会安全と国民生活の為に、それらを脅かす要素の流入を遮断する。
  - 合法的な国際交易と旅客移動を促進する。

## 所在地
- 大田広域市西区屯山洞920番地 政府大田庁舎1棟

## 組織

### 幹部
- 庁長
  - 代弁人
- 次長
  - 企画調整官
  - 監査官
  - 自由貿易協定執行企画官

### 下部組織
- 運営支援課
- 通関支援局
- 審査政策局
- 調査監視局
- 情報協力局

### 所属機関
- 関税国境管理研修院
- 中央関税分析所
- 関税評価分類院
- 税関（ソウル、仁川空港、釜山、仁川、大邱、光州、安養、束草、大田、天安、清州、金浦、仁川空港国際郵便、龍塘、金海、巨済、馬山、梁山、昌原、亀尾、浦項、水原、安山、平沢、蔚山、光陽、木浦、麗水、群山、済州、九老、城南、議政府、東海、大山、忠州、坡州、原州、高城、沙上、泗川、釜山国際郵便、晋州、統営、富平、益山、全州）